# Patrimoni dell'umanità della Georgia
I patrimoni dell'umanità della Georgia sono i siti dichiarati dall'UNESCO come patrimonio dell'umanità in Georgia, che è divenuta parte contraente della Convenzione sul patrimonio dell'umanità il 4 novembre 1992, come uno degli stati successori dell'Unione Sovietica.
Al 2021 i siti iscritti nella Lista dei patrimoni dell'umanità sono quattro, mentre quattordici sono le candidature per nuove iscrizioni. I primi due siti iscritti nella lista sono stati il Monastero di Gelati (originariamente abbinato alla Cattedrale di Bagrati, poi cancellata dalla lista nel 2017) e i Monumenti storici di Mtskheta, inseriti nel 1994, durante la diciottesima sessione del comitato del patrimonio mondiale. Due anni dopo, nella ventesima sessione, è stato aggiunto il terzo patrimonio georgiano: l'Alta Svanezia. Il patrimonio di più recente riconoscimento è costituito dalle foreste pluviali e zone umide della Colchide, incluso nella lista nel 2021 dalla quarantaquattresima sessione del comitato. Tre siti sono considerati culturali, secondo i criteri di selezione, uno naturale.

## Siti del Patrimonio mondiale
| Foto | Sito                                         | Luogo | Tipo                     | Anno                    | Descrizione |
| ---- | -------------------------------------------- | --- | ------------------------ | ----------------------- | --- |
|      | Monumenti storici di Mtskheta                | Mtskheta | Culturale (708; iii, iv) | 1994                    | Le chiese storiche di Mtskheta, ex capitale della Georgia, sono esempi eccezionali di architettura religiosa medievale nel Caucaso. Mostrano l'alto livello artistico e culturale raggiunto da questo antico regno. |
|      | Monastero di Gelati                          | Kutaisi | Culturale (710; iv)      | 1994 (ridotto nel 2017) | Fondato nel 1106 nella parte occidentale della Georgia, il Monastero di Gelati è un capolavoro dell'età dell'oro della Georgia medievale, un periodo di forza politica e crescita economica tra l'XI e il XIII secolo. È caratterizzato dalle facciate di grandi blocchi squadrati, proporzioni equilibrate e archi ciechi per la decorazione esterna. Il monastero di Gelati, uno dei più grandi monasteri ortodossi medievali, era anche un centro di scienza e istruzione e l'Accademia che ospitava era uno dei centri di cultura più importanti dell'antica Georgia. |
|      | Alta Svanezia                                | Municipalità di Mest'ia | Culturale (709; iv, v)   | 1996                    | Preservata dal suo lungo isolamento, la regione dell'Alta Svanezia del Caucaso è un eccezionale esempio di paesaggio montano con villaggi di tipo medievale e case-torri. Il villaggio di Chazhashi ha ancora più di 200 di queste case molto insolite, utilizzate sia come abitazioni che come postazioni di difesa contro gli invasori che hanno afflitto la regione. |
|      | Foreste pluviali e zone umide della Colchide | Municipalità di Zugdidi, Municipalità di Khobi, Municipalità di Lanchkhuti, Municipalità di Senak'i, Municipalità di Abasha, Municipalità di Kobuleti | Naturale (1616; ix, x)   | 2021                    | Il sito comprende sette parti componenti all'interno di un corridoio temperato-caldo ed estremamente umido lungo 80 km lungo la costa orientale del Mar Nero. Fornisce una serie degli ecosistemi colchici più tipici ad altitudini che vanno dal livello del mare a più di 2 500 metri. Gli ecosistemi principali sono le antiche foreste pluviali e le zone umide decidue della Colchide, le paludi di percolazione e altri tipi di palude. Le foreste pluviali di latifoglie estremamente umide comprendono una flora e una fauna molto diversificate, con densità molto elevate di specie endemiche e relitte, con un numero significativo di specie minacciate a livello globale e specie relitte, sopravvissute ai cicli glaciali del Terziario. |

## Siti candidati
| Foto | Sito                                          | Luogo                                                                               | Tipo                                        | Anno       | Descrizione |
| ---- | --------------------------------------------- | ----------------------------------------------------------------------------------- | ------------------------------------------- | ---------- | --- |
|      | Cattedrale di Alaverdi                        | Akhmeta                                                                             | Culturale (5221; iv, vi)                    | 24/10/2007 | La Cattedrale di San Giorgio di Alaverdi (prima metà dell'XI secolo) si trova nella valle del fiume Alazani. Le prime strutture del monastero di Alaverdi risalgono al VI secolo. L'attuale cattedrale fa parte di un monastero ortodosso georgiano dell'XI secolo. All'inizio dell'XI secolo, il re kakheziano Kvirike il Grande costruì una cattedrale al posto della piccola chiesa di San Giorgio. Alaverdi è la cattedrale più alta della Georgia (fino a 50 metri). Domina il paesaggio circostante in una fertile valle fluviale sullo sfondo delle montagne del Caucaso. I tratti caratteristici dell'architettura kakheziana con la sua tendenza aspirante all'elevazione si riflettevano in Alaverdi. L'arredamento è totalmente trascurato. L'ampiezza impressionante dell'interno di questa chiesa non ha analogie nel resto della Georgia. |
|      | Ananuri                                       | Municipalità di Dusheti                                                             | Culturale (5222; iii)                       | 24/10/2007 | Il complesso fortificato di Ananuri (opera dell'architetto K. Bakhsarashvili), risalente al XVII secolo, si trova sulla riva sinistra del fiume Aragvi. Incorpora una cinta muraria con torrette, un portico, una Chiesa della Vergine, una Chiesa minore di Gvtaeba, una torre con tetto piramidale a gradini di tipo svaneta, una chiesa a navata unica Mkurnali, la torre Sheupovari, un campanile, una sorgente e un serbatoio. Nella Chiesa della Vergine sono sepolti alcuni degli Eristavi (duchi) di Aragvi. La Chiesa dell'Assunta, costruita nel 1689, ha facciate riccamente decorate con raffinati rilievi con immagini umane, animali e floreali, tra cui un ingresso settentrionale scolpito. Contiene anche i resti di una serie di bellissimi affreschi. Le pitture murali eseguite tra il XVII e il XVIII secolo contengono la raffigurazione dei Tredici Padri Assiri (figure ecclesiastiche di spicco), che rappresentano una prova convincente per lo studio dell'iconografia di queste figure. |
|      | Monasteri ed eremo di David Gareia            | Municipalità di Sagarejo, Municipalità di Sighnaghi, Municipalità di Dedoplistskaro | Misto (5224; i, ii, iii, iv, v, vi, vii, x) | 24/10/2007 | David Gareja si trova sull'altopiano di Iori vicino al confine tra Georgia e Azerbaigian e comprende un complesso di 19 monasteri medievali con circa 5000 celle per i monaci. Questo sito è caratterizzato da una combinazione unica di architettura storica, siti archeologici preistorici, ricchi campi paleontologici e importanti caratteristiche biogeografiche ampiamente diffuse all'interno del paesaggio arido e semiarido dell'altopiano del fiume Iori. Le dozzine di monasteri rupestri decorati con affreschi unici sono i migliori esempi di interazione armoniosa di strutture artificiali con il paesaggio. Mostrano i principi tradizionali della vita sostenibile e sono considerati i capolavori dell'arte medievale georgiana. |
|      | Sito archeologico degli ominidi di Dmanisi    | Dmanisi                                                                             | Culturale (5225; iii, v)                    | 24/10/2007 | Recenti scavi a Dmanisi hanno rivelato una straordinaria registrazione della prima espansione di ominidi oltre l'Africa (1,75 milioni di anni fa). Sono stati trovati diversi esemplari di ominidi insieme ad abbondanti resti ben conservati di animali fossili e manufatti in pietra. Gli esemplari di Dmanisi sono gli esseri umani più primitivi e dal cervello piccolo trovati al di fuori dell'Africa da attribuire a Homo erectus, e sono i più vicini al presunto flusso di tipo Homo habilis. È ampiamente riconosciuto che le scoperte di Dmanisi hanno cambiato la conoscenza degli scienziati riguardo alla migrazione dell'Homo dall'Africa al continente europeo. |
|      | Chiesa degli Arcangeli e Torre Reale di Gremi | Municipalità di Q'vareli                                                            | Culturale (5226; ii, iii)                   | 24/10/2007 | La città di Gremi, capitale dello scomparso Regno di Kakheti, situata sul ramo Gilian-Shemakha della Grande Via della seta, fu distrutta dall'esercito di Shah Abbas I nel XVI secolo e da allora non è mai stata ricostruita. Le rovine della città di Gremi sono oggi un importante sito archeologico tardo medievale con resti di chiese, portici commerciali, terme e abitazioni. Gremi attira i visitatori con il complesso architettonico ben conservato: la Chiesa degli Arcangeli Michele e Gabriele e la Torre Reale. |
|      | Chiesa di Kvetera                             | Municipalità di Akhmeta                                                             | Culturale (5227; iii, iv)                   | 24/10/2007 | La Chiesa di Kvetera è eretta sulla cima di una collina all'interno della struttura della Fortezza di Kvetera del X secolo. La chiesa della fortezza di Kvetera è una composizione molto interessante, leggera, raffinata e squisita. Presenta una pianta a croce a quattro absidi con quattro nicchie tra le absidi ed è costruito in pietra di tufo locale (shirimi) accuratamente tagliata. |
|      | Mta-Tuscezia                                  | Municipalità di Akhmeta                                                             | Misto (5228; iv, v, vii, x)                 | 24/10/2007 | Mta-Tuscezia, una piccola regione geografica storica nella Georgia orientale situata sulle pendici settentrionali delle montagne del Gran Caucaso, copre un'area di circa 796 kmq. È una delle regioni ecologicamente più incontaminate del Caucaso. L'architettura vernacolare della Mta-Tuscezia in generale e gli edifici residenziali simili a fortezze in particolare suscitano un interesse speciale in termini di forme architettoniche uniche e distintive. Questa regione è notevole per la straordinaria bellezza dei suoi paesaggi alpini ed è habitat di numerose specie animali e vegetali rare ed endemiche. |
|      | Cattedrale di Nikortsminda                    | Municipalità di Ambrolauri                                                          | Culturale (5229; ii, iv)                    | 24/10/2007 | La Cattedrale di San Nicola di Nikortsminda è uno dei monumenti architettonici più importanti della Georgia medievale. Si trova nel villaggio che porta lo stesso nome nella regione montuosa di Rach'a. Secondo l'epigrafe sull'ingresso occidentale, la cattedrale fu costruita durante il regno del re Bagrat III nel 1010-1014. La cupola è interessante per la sua pianta: è inscritta all'interno di un esagono i cui lati, ad eccezione di quello ovest, sono fiancheggiati dalle absidi; dall'esterno è cruciforme. Le cappelle furono aggiunte successivamente, ma anche nell'XI secolo. La cattedrale è generosamente decorata con ricchi rilievi ornamentali raffiguranti Trasfigurazione, Giudizio universale e altri soggetti evangelici, figure dei Santi e di animali reali e fantastici. La decorazione lapidaria di Nikortsminda testimonia la superba abilità degli artigiani e gli standard artistici, che fanno di questa cattedrale uno dei più eccezionali esempi di architettura georgiana. L'interno è decorato con pitture murali del XVI e XVII secolo con numerosi ritratti di sovrani feudali. |
|      | Cattedrale di Samtavisi                       | Municipalità di K'asp'i                                                             | Culturale (5230; iv)                        | 24/10/2007 | La cattedrale a cupola di Samtavisi, costruita nel 1030 dall'architetto Hillarion Samtavneli, è notevole per la bellezza delle proporzioni e la raffinatezza degli intagli sulle facciate. Rispetto ad altre strutture simili dello stesso periodo la sua pianta è troncata, quasi quadrata. C'è un nuovo sistema di decorazione sulla facciata orientale, che in seguito fu sviluppato maggiormente e divenne popolare, è una composizione a forma di grande croce ornata che sovrasta i bordi delle finestre decorati con motivi a losanghe. Un porticato cieco costituisce una parte organica della decorazione complessiva della facciata. Oltre all'intaglio splendidamente eseguito, c'è un interessante bassorilievo di grifone, sotto l'arco destro. All'interno sono presenti frammenti di affreschi del XVII secolo. All'interno dell'area recintata della Cattedrale sono presenti i resti di un'abitazione, il cosiddetto palazzo vescovile. All'ingresso del recinto si trova una porta campanaria di epoca tardo-feudale.                                                                                    |
|      | Shatili                                       | Municipalità di Dusheti                                                             | Culturale (5232; v)                         | 24/10/2007 | Shatili è uno storico villaggio degli altipiani, vicino al confine con la Cecenia, sul versante settentrionale delle montagne del Gran Caucaso, nella storica provincia georgiana dell'Alto Khevsureti. Situato nella profonda gola dell'Arghuni a circa 1400 metri, il villaggio è in realtà un complesso unico di fortezze medioevali-moderne e abitazioni fortificate in pietra e malta, che fungevano sia da zona residenziale che da fortezza a guardia della periferia nord-orientale del paese. La fortezza è composta da strutture a terrazze dominate da abitazioni con tetto piatto e da circa 60 torri che si raggruppano per creare un'unica catena di fortificazioni. |
|      | Distretto storico di Tbilisi                  | Tbilisi                                                                             | Culturale (5233; ii, iii, iv, v, vi)        | 24/10/2007 | Tbilisi è un grande esempio del patrimonio urbano georgiano, in cui è ancora vivo un interessante processo di adozione di influenze straniere penetrate nel corso dei secoli, la loro trasformazione creativa e adattamento alla tradizionale dimora georgiana e alla sua struttura urbanistica. Il fattore principale che determinava un carattere della cultura nazionale originale - la posizione geo-politica della Georgia all'incrocio tra Europa e Asia con tutte le conseguenti condizioni storiche - aveva drasticamente influenzato Tbilisi, capitale del paese da quindici secoli, riflettendosi nella sua integrità artistica e architettonica. |
|      | Città rupestre di Uplistsikhe                 | Municipalità di Gori                                                                | Culturale (5234; ii, iii, iv, v)            | 24/10/2007 | La città-fortezza rupestre di Uplistsikhe è situata su un massiccio roccioso sulla riva sinistra del fiume Mtkvari. La fortezza è citata nelle cronache fin dai tempi più antichi. La sua storia inizia nel I-II millennio a.C. Uplistsikhe fu un importante centro religioso, politico e culturale nel periodo ellenistico e tardoantico (IV sec. a.C. - IV sec. d.C.). La città era nel suo periodo di massimo splendore fin dai secoli IX-XI. Nel XIII secolo fu devastata dai Mongoli. |
|      | Vani                                          | Vani                                                                                | Culturale (5235; ii, iii, vi)               | 24/10/2007 | Vani (VII - I secolo a.C.) è un'antica città-santuario nelle pianure della Colchide situata sulla riva occidentale del fiume Sulori alla confluenza con il fiume Rioni. Si trova su una collina delimitata da due anfratti e si affaccia con viste accattivanti sulla pianura in cui scorre il fiume Rioni. Gli antichi Colchici scelsero questa posizione strategica come centro politico, economico e spirituale della loro comunità. Il nome di questa antica città è ancora sconosciuto ma sono state identificate quattro fasi distinte di occupazione ininterrotta. |
|      | Vardzia-Khertvisi                             | Municipalità di Asp'indza                                                           | Misto (5236; ii, iii, iv, v, vi, vii)       | 24/10/2007 | Vardzia-Khertvisi, che comprende un vasto territorio lungo il corso superiore del fiume Mtkvari, e si estende per 18 km da Khertvisi (fortezza medievale) a Vardzia (monastero scavato nella roccia del XII-XIII sec.). È significativo sotto molti aspetti: condizioni naturali uniche che contribuiscono al microclima e al paesaggio specifici, contesto storico e diversità del patrimonio culturale. |